# Michaela Onyenwere
Michaela Nne Onyenwere (Aurora, 10 agosto 1999) è una cestista statunitense con cittadinanza nigeriana, professionista nella WNBA.

## Carriera
È stata selezionata dalle New York Liberty al primo giro del Draft WNBA 2021 (6ª scelta assoluta).
Con gli Stati Uniti ha disputato i Giochi panamericani di Lima 2019, vincendo la medaglia d'argento.

## Statistiche

### College
| Anno      | Squadra     | PG  | PT | MP   | TC%  | 3P%  | TL%  | RP  | AP  | PRP | SP  | PP   |
| --------- | ----------- | --- | -- | ---- | ---- | ---- | ---- | --- | --- | --- | --- | ---- |
| 2017-2018 | UCLA Bruins | 35  | 1  | 17,1 | 47,2 | 16,7 | 82,2 | 4,7 | 0,5 | 1,1 | 0,4 | 6,9  |
| 2018-2019 | UCLA Bruins | 35  | 35 | 31,9 | 47,4 | 33,9 | 83,2 | 8,5 | 1,1 | 1,1 | 0,9 | 18,3 |
| 2019-2020 | UCLA Bruins | 30  | 30 | 30,3 | 46,6 | 25,7 | 79,3 | 8,5 | 1,5 | 1,5 | 0,7 | 18,9 |
| 2020-2021 | UCLA Bruins | 23  | 23 | 31,3 | 42,1 | 33,3 | 80,0 | 7,2 | 2,0 | 1,1 | 0,4 | 19,1 |
| Carriera  | Carriera    | 123 | 89 | 27,2 | 45,9 | 30,4 | 81,0 | 7,2 | 1,2 | 1,2 | 0,6 | 15,3 |

### WNBA

#### Regular Season
| Anno     | Squadra         | PG  | PT | MP   | TC%  | 3P%  | TL%  | RP  | AP  | PRP | SP  | PP  |
| -------- | --------------- | --- | -- | ---- | ---- | ---- | ---- | --- | --- | --- | --- | --- |
| 2021     | N.Y. Liberty    | 32  | 29 | 22,2 | 40,1 | 32,7 | 83,6 | 2,9 | 0,6 | 0,4 | 0,3 | 8,6 |
| 2022     | N.Y. Liberty    | 34  | 1  | 13,7 | 37,7 | 30,0 | 83,6 | 2,1 | 0,4 | 0,4 | 0,2 | 4,7 |
| 2023     | Phoenix Mercury | 40  | 27 | 23,8 | 40,4 | 31,5 | 75,9 | 3,7 | 1,3 | 0,8 | 0,5 | 8,9 |
| 2024     | Chicago Sky     | 34  | 18 | 18,7 | 41,5 | 36,8 | 61,0 | 1,8 | 1,0 | 0,6 | 0,4 | 6,6 |
| Carriera | Carriera        | 140 | 75 | 19,4 | 40,5 | 32,3 | 76,7 | 3,0 | 0,8 | 0,6 | 0,3 | 7,3 |

#### Playoffs
| Anno     | Squadra      | PG | PT | MP  | TC%  | 3P% | TL% | RP  | AP  | PRP | SP  | PP  |
| -------- | ------------ | -- | -- | --- | ---- | --- | --- | --- | --- | --- | --- | --- |
| 2021     | N.Y. Liberty | 1  | 0  | 9,0 | 0,0  | -   | -   | 0,0 | 0,0 | 0,0 | 0,0 | 0,0 |
| 2022     | N.Y. Liberty | 3  | 0  | 7,3 | 36,4 | 0,0 | 100 | 1,3 | 0,0 | 0,0 | 0,0 | 4,7 |
| Carriera | Carriera     | 4  | 0  | 7,8 | 33,3 | 0,0 | 100 | 1,0 | 0,0 | 0,0 | 0,0 | 3,5 |

## Palmarès
- WNBA Rookie of the Year (2021)
- WNBA All-Rookie First Team (2021)